# NGC 4874
في الفهرس العام الجديد NGC 4874 (الهلبة أ) (Coma A) هي مجرة إهليلجية عملاقة من النوع-سي دي[ في كوكبة الهلبة تبعد عن الشمس حوالي 109 مليون فرسخ فلكي (360 مليون سنة ضوئية). تم اكتشافها من قبل عالم الفلك البريطاني فريدريك وليام هيرشيل الأول في 11 أبريل 1785 وقام بتصنيفها على أنها رقعة مشرقة ذات خصائص سديمية كما رصدها أيضا الفلكي هينريش لويس دارست وجون هيرشل.
NGC 4874 ثاني ألمع مجرة في عنقود الهلبة المجري (Abell 1656) وتقع تقريبا في وسط العنقود. وعلى عكس المجرات الحلزونية التي على شكل قرص مثل درب التبانة، NGC 4874 لا يوجد لديها ممرات غبار واسعة أو أذرع حلزونية. وتحيط بالمجرة هالة نجمية هائلة تمتد إلى ما يصل إلى مليون سنة ضوئية . كما أنها مغلفة بسحابة ضخمة من الوسط بين النجوم التي يتم تسخينها حاليا من خلال تأثير المواد الساقطة في الثقب الأسود الهائل المركزي. ويمتد تدفق من البلازما النشطة للغاية إلى 1700 سنة ضوئية من مركزها.

## وصلات خارجية
- Hubble Catches Galaxies Swarmed by Star Clusters
- Barred Lenticular Galaxy NGC 4874
- على موقع ويكي سكاي: DSS2, SDSS, GALEX, IRAS, Hydrogen α, X-Ray, Astrophoto, Sky Map, Articles and images